# 霧社事件
霧社事件（むしゃじけん）とは、1930年（昭和5年）10月27日に日本統治時代の台湾の台中州能高郡霧社（現：南投県仁愛郷大同村）のセデック族が起こした抗日反乱事件である。台湾総督府によって鎮定されたが、翌年4月に別部族が反乱に加わった部落を襲撃し（第二霧社事件）、生き残ったセデック族は強制移住させられた。

## 事件の原因・背景

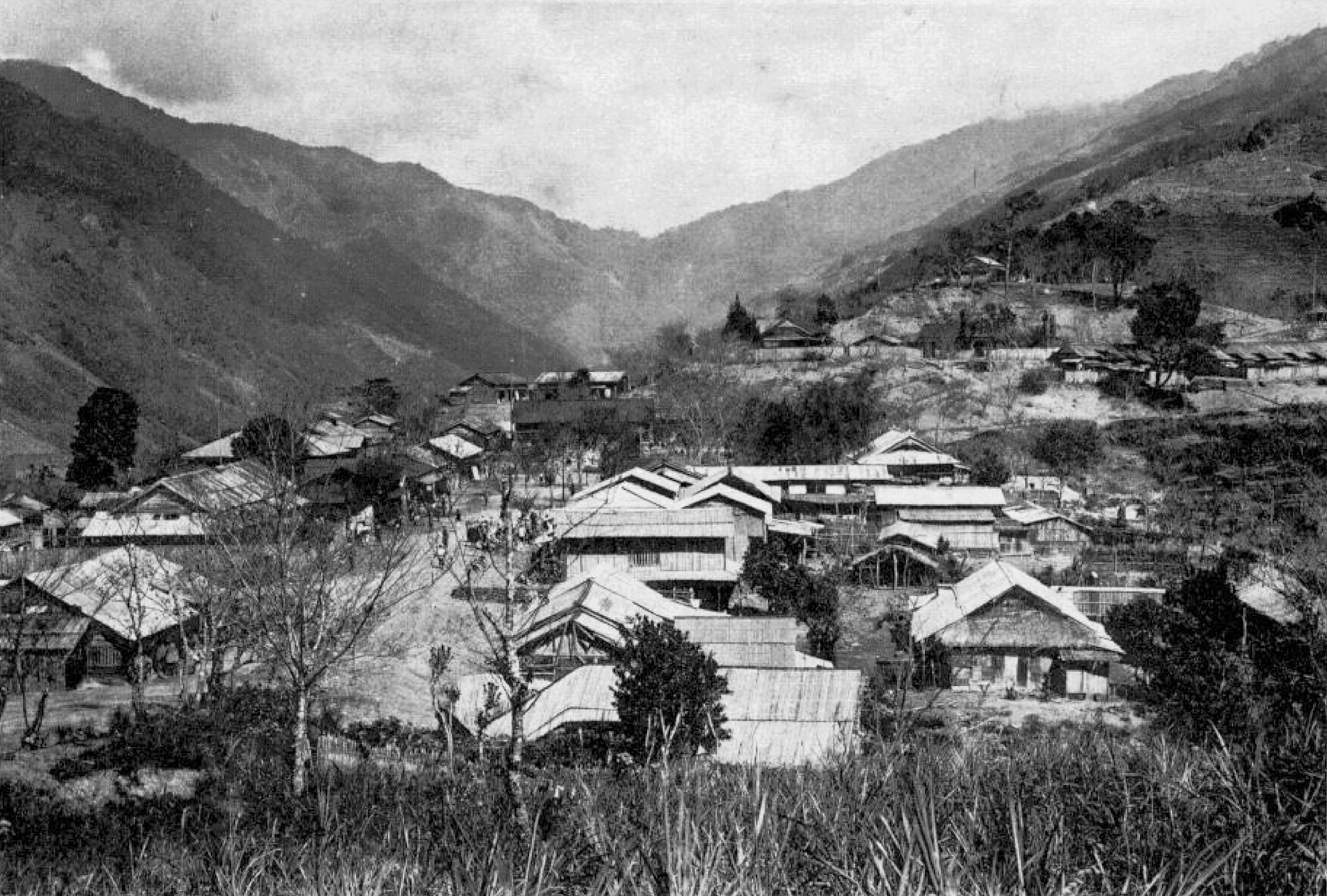
当時の霧社

台湾の日本統治初期においては清朝統治時代の隘勇制度が踏襲され、原住民族の隔絶・封じ込めが図られたが、1906年に佐久間左馬太が台湾総督に就任すると、山林資源などを求めて理蕃事業が本格的に開始された。台湾総督府は長期に亘る武力制圧の末に1915年には全域の原住民を支配するに至る。原住民に対しては大量の警官を通じた高圧的な統治を行う一方で、教育による同化が進められ、伝統的な文化・習俗は禁じられた。
原住民蜂起の直接の引き金となったとされるのが、霧社セデック族村落の1つのマヘボ社のリーダーであったモーナ・ルダオ（繁体字中国語: 莫那魯道）の長男、タダオ・モーナが1930年（昭和5年）10月7日に起こした日本人巡査殴打事件である。その日、巡査が同僚を伴って村で行われていた結婚式の酒宴の場を通りかかったところ、宴に招き入れようとしたタダオが巡査の手を取って引っ張った。だが、彼の手は宴会のため解体した豚の血で汚れていたため、その不潔さに嫌悪を感じ思わずタダオの手をステッキで叩いた。原住民にとって酒を勧めることは、相手に対する敬意を表す意味があり、その拒絶を最大限の侮辱と感じたタダオは、この巡査を殴打したのである。原住民側はこの巡査殴打事件への報復に怯え、特にタダオの父モーナ・ルダオが警察の処罰によって地位を失うことを恐れ、事件を画策したといわれている。
原住民が事件を起こすに至った背景として、日頃からの差別待遇や強制的な労働供出の強要（出役）、山地統治を行う警察に対する反感、そして1900年代に抵抗する民族に対して行った台湾総督府による弾圧の記憶等が挙げられる。

## 経緯

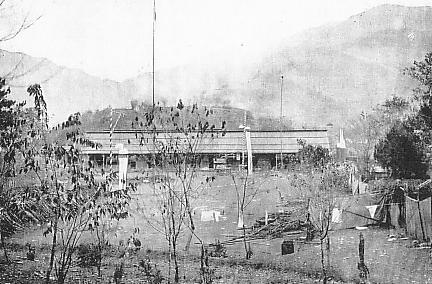
事件の舞台となった霧社公学校

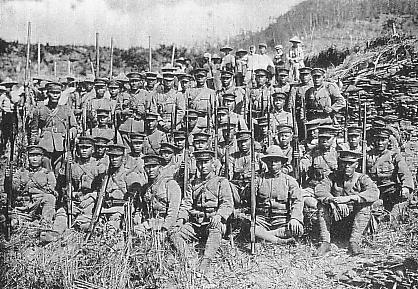
討伐部隊

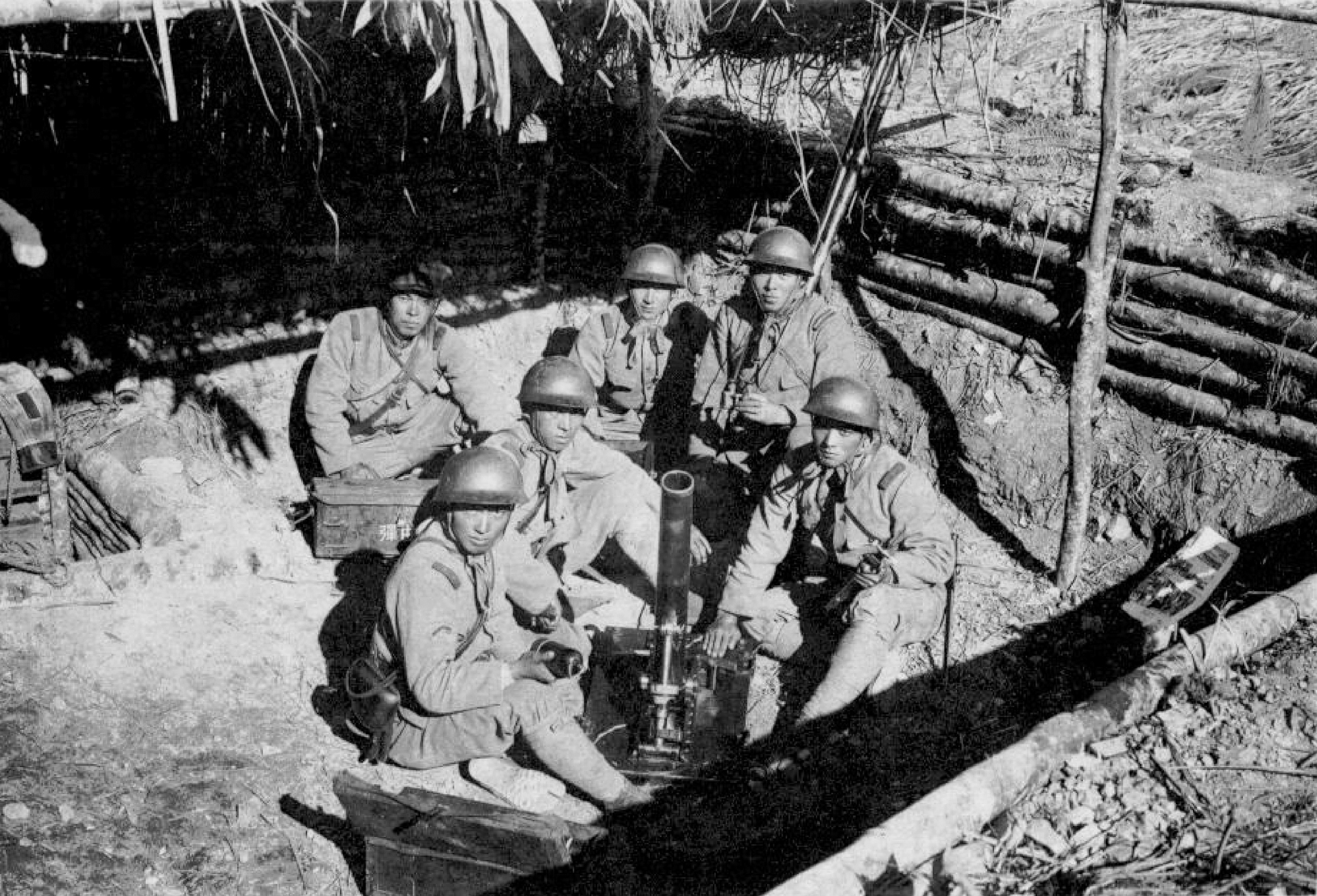
塹壕から曲射歩兵砲で攻撃を行う兵士

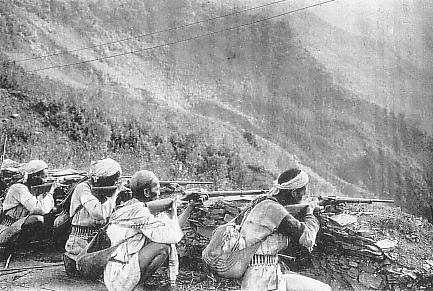
討伐に参加する味方蕃

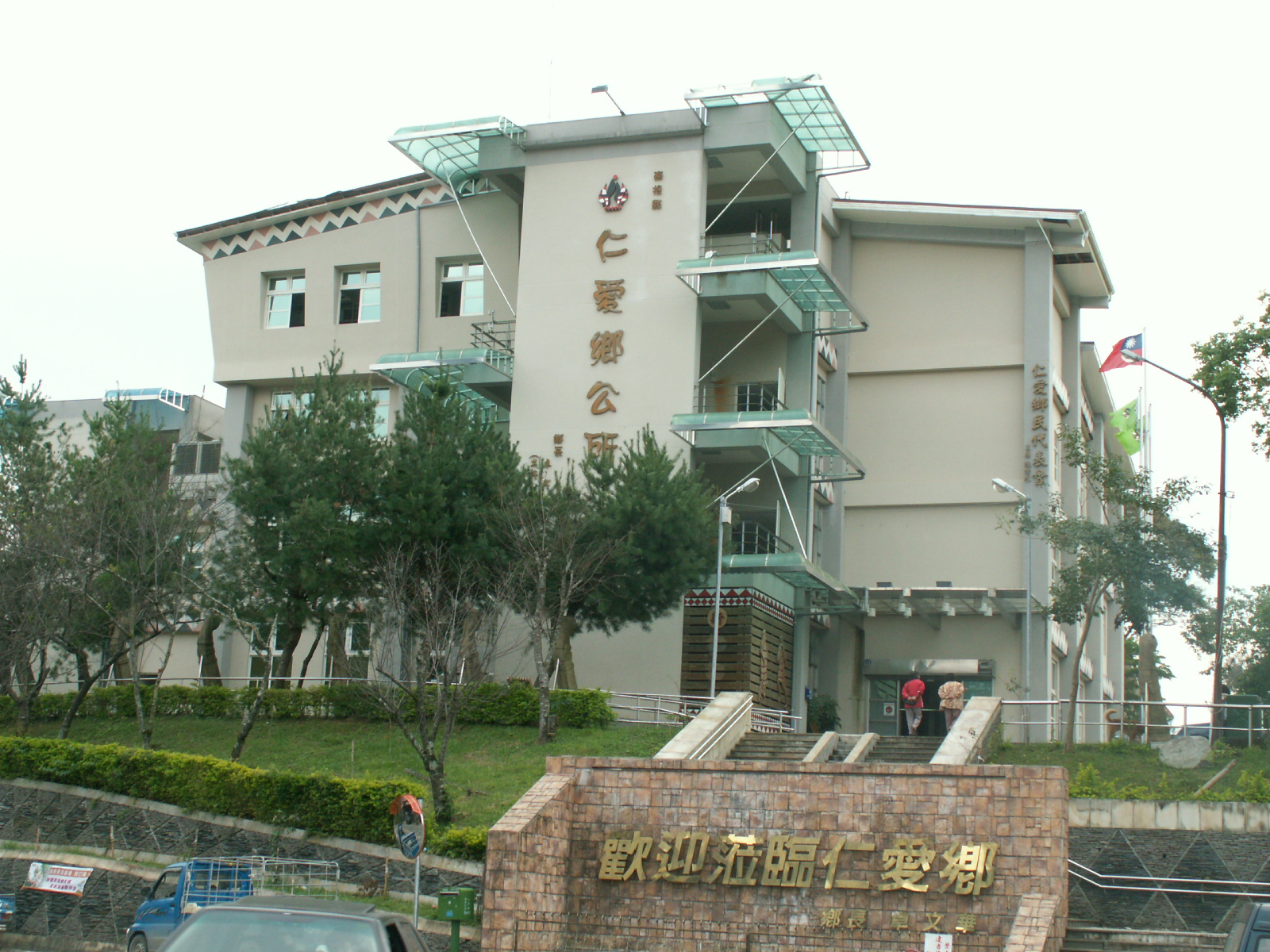
遺骨が発掘された仁愛郷公所

1930年（昭和5年）10月27日、霧社セデック族マヘボ社の頭目モーナ・ルダオを中心とした6つの社（村）の壮丁300人ほどが、まず霧社各地の駐在所を襲った後に霧社公学校の運動会を襲撃した。当時の公学校には一般市民の内地人と本島人の家族子弟が集まっており、部族民は和装の日本人を標的として襲撃、結果日本人132人と和装の台湾人2人余りが惨殺された。犠牲者は無残にも首を切り落とされる有様であった。
現地の警察には花岡一郎（セデック語：Dakis Nomin，1908年－1930年）と花岡二郎（セデック語：Dakis Nawi，？年－1930年）という、霧社セデック族の警察官も2名居たが、彼らは事件発生後に日本への義理立てを示す下記の遺書を残してそれぞれ自決した。この遺書は偽造されたものであるとの見解や、実は彼らが暴動を首謀、扇動または手引きした（させられた）との見方もあるが、両名が蜂起を事前に知っていたか、またそれに関与していたかは今日に至るまで不明である。花岡一郎と花岡二郎に血縁関係はない。
蜂起の連絡を受けた駐留日本軍（台湾軍）や台湾総督府警察は武力による鎮圧を開始した。日本側は2日後の10月29日には早くも霧社を奪回した。霧社セデック族側は山にこもり、霧社襲撃の際に警察から奪った武器弾薬を使って抵抗した。11月1日の戦闘では蜂起軍側は日本側に抵抗したが、指揮を取っていたモーナの次男バッサオが死亡。11月初めにはモーナ・ルダオが失踪、日本側は親日派セデック族や周辺の諸蕃部族（「味方蕃」と呼ばれた）を動員し、11月4日までに蜂起側部族の村落を制圧した。モーナの失踪後は長男のタダオ・モーナが蜂起勢の戦闘を指揮したが、12月8日にタダオも自殺した。12月中に鎮圧軍は現地の治安を完全に回復し、戦闘は終結した。日本側は大砲や機関銃、航空機などの兵器を投入し、ようやく蜂起軍を制圧した。毒ガス弾が使用されたとする文献もあるが、諸説があり定まっていない（後述）。
味方蕃の戦闘員たちに対しては蜂起軍の首級と引き換えに日本側から懸賞金が支給された。この措置は日本統治下で禁止されていた首狩り（出草）を許可するものであり、懸賞金の対象は敵蕃の壮丁のみならず、一般市民まで含まれていた。この措置は原住民部族間のみならず同族セデック間での凄惨な殺し合いをも助長し、後述の第二霧社事件の発端にもなったとされる。
戦闘の中で、700人ほどの蜂起軍が死亡もしくは自殺、500人ほどが投降した。特にモーナのマヘボ社では壮丁の妻が戦闘のなかで全員自殺する事態となった。一方、鎮圧側の戦死者は日本軍兵士22人、警察官6人、味方蕃21人であった。
掃討戦で戦死した日本軍人・味方蕃兵士は靖国神社に祀られている。
翌1931年（昭和6年）1月、台湾総督石塚英蔵、総務長官人見次郎、警務局長石井保、台中州知事水越幸一が事件の責任を取り辞任した。

### 毒ガス使用の有無
中川（1980）では、びらん性毒ガス兵器（ルイサイト）を投入したとされる。その根拠としては、1930年11月3日に台湾軍司令官が陸軍大臣宛に「兵器送付ニ関スル件」として「叛徒ノ待避区域ハ断崖ヲ有スル森林地帯ナルニ鑑ミ、ビラン性投下弾及山砲弾ヲ使用シ度至急其交付ヲ希望ス」と打電した記録による。
一方、春山明哲（2002）では、11月3日の打電に対して、11月5日に陸軍省は対外的その他の関係上詮議できないとの回答があり、台湾軍は特殊弾（青酸ガスと催涙性ガスを発生させる甲三弾）の試作3発を11月8日に、山砲用催涙弾（みどり、甲一弾）数百発を11月18日に使用したと記されている。『日本統治下における台湾民族運動史』では日本軍は催涙ガスは使用したが、毒ガスは日本兵にも被害が及ぶ恐れがあったため使用されなかった、とする。『図説台湾の歴史』118頁では、毒ガス使用の有無については今に至るまではっきりしていないとされる。

## 第二霧社事件と川中島遷移

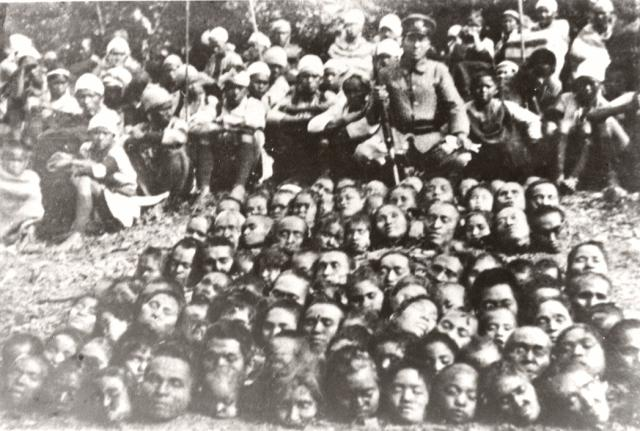
首を狩られたセデック族保護蕃と、首を狩ったタウツア社。警察官の姿も見える

1931年（昭和6年）4月25日、蜂起に与した後に投降した霧社セデック族生存者（保護蕃と呼ばれた）をタウツア社（タウツア社はマヘボ社と対立しており、味方蕃として日本に協力した）が襲撃し、216人が殺され、生存者は298人となった。襲撃側のタウツア社の死者は1名であった。これを第二霧社事件という。
霧社事件の後始末で警察が味方蕃から銃器を回収する寸前の出来事であったが、当時のタウツア駐在の警察官から、保護蕃からの反撃を恐れ銃器の返却を渋るタウツア社に対し自らが襲撃を唆したとの告白がなされている。タウツア社への処罰はなされず、逆に蜂起部族の土地を与えられることとなった。
1931年（昭和6年）5月6日、最終的に生存したセデック族保護蕃282人は北港渓中流域の川中島（現在の清流部落）と呼ばれる地域に強制移住させられた。ここで生存者ら家族は警察からの指導のもとに生活した。強制移住後も蜂起参加者への警察の取調や投獄など責任追及は続いた。10月には帰順式と銘打って住民を集め、事件関係者と認定した23人を逮捕。反乱に与しなかった霧社セデック族各社に対しても「反乱協力者」として投獄される例もあった。こうして最終的に蜂起有責者として38名が逮捕投獄された。当初警察はこれらを毒殺により処刑しようとしたが担当医師から毒薬注射を拒絶された。38名は留置処分となったが、逃亡を図り殺害された1名のほか全員が1932年（昭和7年）3月までに留置中に獄死した。
川中島への移住者には当局からの援助があったものの、労働力の不足やマラリアに苦しめられ、移住から1年で住民は210人まで減り、2年後には人口が3分の2まで減ったという。ただしその後は持ち直した。

## 影響
事件前から霧社は理蕃政策の先進地域であった。かつては首狩り民族として恐れられていたセデック族からの襲撃事件（蕃害と呼ばれていた）は1929年（昭和4年）には年間死傷者が5名まで減っていて、また教育も普及が進んでいた。しかし、事件は統治政策の成功を信じていた台湾総督府を震撼させるのに十分なものであった。
当時日本の植民地支配に対し抵抗をしていた台湾民衆党は事件を機に、理蕃政策の改善や警察政治の改革を訴えた。左派運動を展開していた台湾共産党も当局を批判したが、当時の台湾漢族住民側は霧社事件そのものには関与していないとされる。全国大衆党の衆議院議員であった河上丈太郎と河野密は訪台して事件を調査し、1931年（昭和6年）6月に全国大衆党は帝国議会で当局の対応を批判した。昭和天皇までもが「事件の根本には原住民に対する侮蔑がある」と漏らした。
台湾総督府は事件後、原住民に対する政策の方針を修正していく。原住民に対する同化教育と同時に、適農地区への定住化と米作の普及が試みられ、成果を挙げた。霧社事件の生存者が移住した川中島や、霧社でのダム建設のため立ち退きをさせられた人々が移住した中原（川中島に隣接）は、稲作適地であったため結果的に農業生産性が向上し、住民らの生活は以前よりも豊かになった。
また、日本と天皇に対する忠誠を示した者は日本人同様に顕彰されたので、太平洋戦争（大東亜戦争）時の高砂義勇隊には自ら志願して戦地に赴いた原住民が多く存在した。一説によると霧社事件での山岳戦でセデック族がとても強かったため軍部が高砂義勇隊の創設を着想したとも言われる。こうした事例は映画『サヨンの鐘』にも描かれ、皇民化教育の成果として謳われた。

## 評価
当時の日本社会においては台湾原住民の存在自体が熟知されておらず、雑誌等に興味本位にその風俗などが描かれる程度であった。霧社事件は台湾総督府に対しては強い衝撃を与え、原住民統治の抜本的な改革を迫るものであった。
第二次世界大戦後、日本に代わって中国国民党の中華民国が台湾を統治するようになると抗日教育が行われるようになった。そのため、台湾では霧社事件は日本の圧政に対する英雄的な抵抗運動として高く評価されるようになり、蜂起の指導者たちは起の指導者たちは「抗日英雄」と称されるようになった。霧社にあった日本人の殉難記念碑は破壊され、蜂起の参加者らを讃える石碑が建てられた。霧社では毎年、霧社事件の遺族らが参加して、蜂起側部族の犠牲者を追悼する「追思祭典」が開催されている。
1990年代以降、民主化の過程の中で台湾史への再認識がブームとなり原住民文化への再評価が行われるようになると、今度は霧社事件は「原住民族のアイデンティティーを賭けた戦い」として位置づけられるようになった。

## 慰霊・顕彰

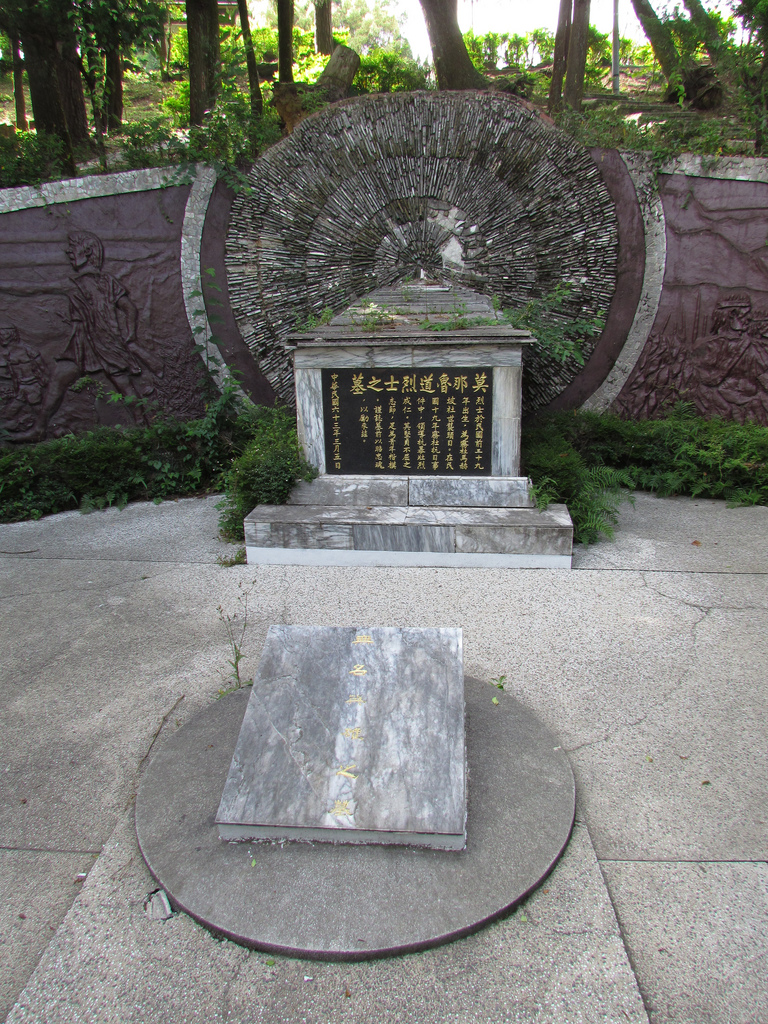
無名英雄之墓（手前）と莫那魯道烈士之墓（奥）

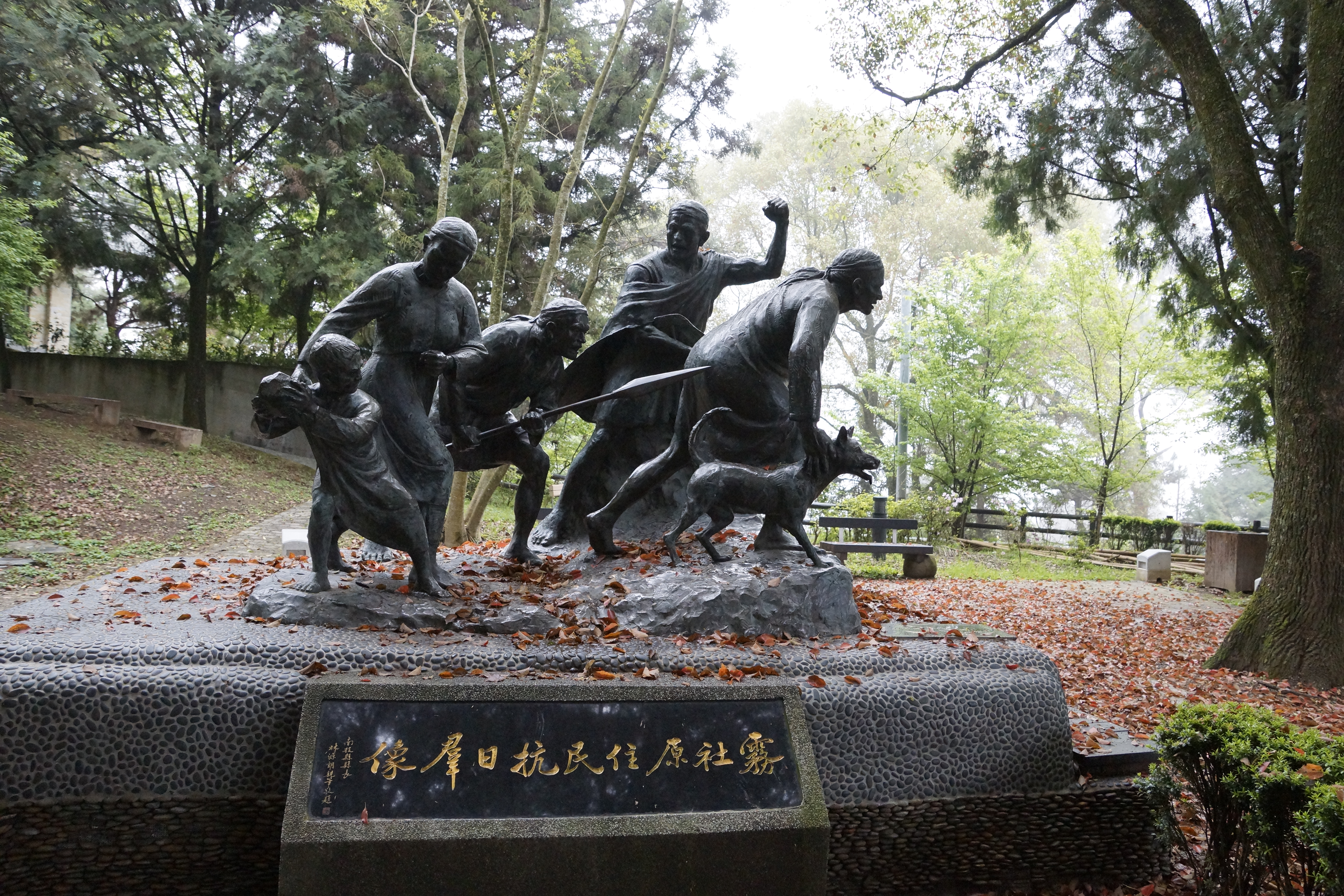
霧社事件原住民抗日群像

1932年に日本人犠牲者追悼碑「霧社事件殉難殉職者之墓」が設置されたが、日本との国交断絶に激昂した外省人によって1972年に破壊された。
日本統治終了後の1953年、防空壕建設が行われた際に旧駐在所霧社分室の跡地から30数体の白骨死体が発見された。霧社事件当時の当事者回想録では、この死体は日本側の呼びかけに応じて投降した蜂起部族が処刑されたものだとされており、国民政府は「無名英雄之墓」に遺骨を合葬した。これが契機の1つとなり、「霧社山胞抗日起義紀念碑」が設立された。1973年にモーナ・ルダオの遺骨が台湾大学の標本室から戻され、国民政府は「無名英雄之墓」の後方に「莫那魯道烈士之墓」を造り、そこへ遺骨を納めた。
1997年には統一企業が500万台湾ドルを投じてモーナ・ルダオ像と蜂起に立った人々の群像を寄贈し、現在では写真撮影のスポットとなっている。

## 関連作品
- 小説：中村地平 『霧の蕃社』（台湾小説集） 墨水書房 1941年
- 小説：西村望 『もう日は暮れた』 立風書房 1984年10月 のち徳間文庫、1989年10月
- 漫画：邱若龍（中国語版） 『霧社事件』 時報出版 1990年
- 台湾映画：『セデック・バレ』 2011年
- 音楽：ソニック 『賽德克巴萊(Seediq Bale)』2005年 - 台湾のメロディックブラックメタルバンドのアルバム。霧社事件を描いたコンセプトアルバムとなっている。